# Metauten
Metauten és un municipi de Navarra, a la comarca d'Estella Oriental, dins la merindad d'Estella. Limita al nord i est amb Allín, al sud amb Igúzquiza i a l'oest amb Murieta. Està format pels concejos de:
| Entitat de Població | Pob. (2006) |
| ------------------- | ----------- |
| Arteaga             | 32          |
| Ganuza              | 66          |
| Metauten            | 45          |
| Ollobarren          | 46          |
| Ollogoyen           | 18          |
| Zufía               | 85          |

## Demografia
| Evolució demogràfica                                | Evolució demogràfica | Evolució demogràfica | Evolució demogràfica | Evolució demogràfica | Evolució demogràfica | Evolució demogràfica | Evolució demogràfica | Evolució demogràfica | Evolució demogràfica | Evolució demogràfica |
| 1996                                                | 1998                 | 1999                 | 2000                 | 2001                 | 2002                 | 2003                 | 2004                 | 2005                 | 2006                 | 2007                 |
| --------------------------------------------------- | -------------------- | -------------------- | -------------------- | -------------------- | -------------------- | -------------------- | -------------------- | -------------------- | -------------------- | -------------------- |
| 311                                                 | 296                  | 291                  | 300                  | 295                  | 293                  | 302                  | 299                  | 287                  | 292                  | 281                  |
| Fonts: Metauten i Institut d'Estadística de Navarra |                      |                      |                      |                      |                      |                      |                      |                      |                      |                      |